# هونج سيونغ يون
هونج سيونغ يون هي لاعب كرة مضرب كورية جنوبية، ولدت في 17 أبريل 1992.

## وصلات خارجية
- هونج سيونغ يون على موقع رابطة محترفات التنس (الإنجليزية)
- هونج سيونغ يون على موقع الاتحاد الدولي لكرة المضرب (الإنجليزية)
- هونج سيونغ يون على موقع خلاصة التنس.كوم (الإنجليزية)
- هونج سيونغ يون على موقع إي إس بي إن.كوم (الإنجليزية)